# Комиссия по основным показателям экономической деятельности и социального прогресса
Комиссия по основным показателям экономической деятельности и социального прогресса (комиссия Стиглица—Сена—Фитусси) — международная комиссия, учреждённая президентом Франции Николя Саркози в 2008 году. Джозеф Стиглиц возглавляет комиссию, Амартия Сен является экономическим советником, Жан-Поль Фитусси — координатор комиссии.
Основная задача комиссии — выработать критерии оценки экономической деятельности и социального прогресса не опираясь на ВВП страны.
14 сентября 2009 года комиссия выпустила первый отчёт, который доступен на официальном сайте комиссии. В докладе рассматривается показатель «скорректированных чистых накоплений», предложенный в работах специалистов Всемирного банка. Он демонстрирует скорость накопления национальных сбережений после учёта истощения природных ресурсов и ущерба от загрязнения окружающей среды. Но комиссия не считает его перспективным. Этот исключительно денежный показатель непонятен для неспециалистов. Он не подходит для принятия политических решений, направленных на обновление производственного, человеческого и естественного капитала (у последнего учитывается только экологический ущерб и климатические аспекты).
Предложено использовать показатель «Качество жизни» как критерия экономического развития общества вместо ВВП. Имеется так же дополнительный доклад трёх руководителей комиссии относительно финансового кризиса (по состоянию на 2007 год).
Комиссия признаёт, что опора на ВВП может быть обманчива — статистика ВВП говорит об улучшении в экономике, а большинство граждан в повседневной жизни этого не чувствуют. Между ВВП и интересами общества могут быть противоречия — погоня за ВВП может существенно ухудшать экологию, а борьба за экологию приводит к сокращению ВВП. Но есть и сугубо методологические проблемы расчёта самого показателя ВВП. Например, в государственном секторе нет способа адекватно измерить стоимость производства товаров и услуг. Поэтому часто просто считается, что размеры государственных расходов являются оценкой деятельности госсектора. Ранее доля госсектора в ВВП была относительно невелика и несовершенство учёта не приводило к существенным ошибкам. За последние 60 лет доля государственного сектора в ВВП значительно увеличилась (например, во Франции она сейчас превышает 52 %). Это повышает уровень погрешности, зависимой от несовершенства методики. Увеличение доли госсектора приводит к нарушению сопоставимости данных для разных стран, где структура государственных затрат существенно различается. Адекватные оценки уровня жизни и благополучия должны учитывать и устойчивость развития. Народно-хозяйственные балансы должны отражать опустошение запасов природных богатств и деградацию окружающей среды.
Парламентская ассамблея Совета Европы в Резолюции 1721 (2010 года) призывает национальные парламенты при подготовке будущих законодательных актов использовать среди прочего и результаты работы данной комиссии.